# موريس أوينز
موريس أوينز (بالإنجليزية: Morris Owens)‏ هو لاعب كرة قدم أمريكية أمريكي، ولد في 14 فبراير 1953 في أوكلاند في الولايات المتحدة.

## وصلات خارجية
- موريس أوينز على موقع مرجع كرة القدم المحترفة.كوم (الإنجليزية)